# Саво Златић
Саво Златић (Ланишће, код Бузета, 12. јул 1912 — Загреб, 8. децембар 2007) био је лекар, учесник Народноослободилачке борбе и друштвено-политички радник Народне Републике Хрватске.

## Биографија
Рођен је 12. јула 1912. године у селу Ланишће, у Истри. Потицао је из учитељске породице. Током италијанске окупације Истре, 1918. године, његов отац Марко је био интерниран на Сицилију, а Саво је са мајком и сестром извесно време провео у Трсту, где су му живели баба и деда. Након повратка његовог оца, вратили су се у тада формирану Краљевину СХС и око годину дана су живели у Словенији, где је Саво завршио један разред основне школе. Године 1921. породица се преселила у Загреб, где је Саво наставио даље школовање.

### Револуционарни рад
Након завршетка Прве реалне гимназије, 1930. године је уписао Медицински факултет у Загребу. Саво је сазревао у веома бурном политичком времену шестојануарске диктатуре, па се 1932. године прикључио револуционарној студентској омладини. Био је члан Социолошког клуба, који су основали студенти левичари и учествовао је у демонстрацијама против власти. Године 1933. са групом гимназијских другова, међу којима су били — Владимир Бакарић, Иван Рукавина и Симо Јанковић, формирао је илегалну групу која је читала марксистичку литературу и учествовала у акцијама против власти. Преко Олге Мачек, студенткиње медицине успели су да се повежу са тада илегалном Комунистичком партијом Југославије (КПЈ). Везу су успоставили са партијском ћелијом КПЈ која је деловала на Свеучилишту у Загребу. Наредне 1934. године Саво је био примљен у КПЈ и након хапшења неколико чланова, био је постављен за секретара свеучилишне партијске ћелије.
Као секретар партијске ћелије на Свеучилишту активно је радио на обнављању организација Савеза комунистичке омладине Југославије (СКОЈ), које су биле уништене током шестојануарске диктатуре. Када је током 1934. године био формиран Месни комитет СКОЈ-а за Загреб, Саво је постао његов члан. Потом је радио на формирању Покрајинског комитета СКОЈ-а за Хрватску, а марта 1935. године је постао члан привременог руководства СКОЈ-а. Његову активност је прекинуло хапшење, крајем марта 1935. године. Након тортуре у загребачкој полицији, био је предат Суду за заштиту државе и пребачен у затвор на Ади Циганлији. Због комунистичке делатности био је осуђен на три године затвора. Током одслужења казне, у затвору у Сремској Митровици је заједно са другим политичким затвореницима комунистима учествовао у борби за побољшање услова живота политичких затвореника. Такође, током затворских дана је похађао „комунистички универзитет”, који су организовали други истакнути затвореници комунисти попут Моше Пијаде, Јована Веселинова, Ивана Милутиновића, Отокара Кершованија и др. Био је полазник школе за економију коју је водио Бранко Бујић, доктор економских наука и политички затвореник.
Марта 1938. године, након изласка из затвора, вратио се у Загреб и поново се активирао у револуционарном раду. Тада се упознао са Јосипом Брозом Титом, генералним секретаром КП Југославије, који је у то време живео у Загребу. На његову препоруку Саво је радио у Странци радног народа, која је била легални облик рада КПЈ. Истовремено је био члан Месног комитета КПХ за Загреб, где је активно радио на реорганизацији загребачке партијске организације и формирању партијских ћелија по фабрикама, установима и уличним квартовима. Поред партијског рада, наставио је са студијама медицине. Децембра 1939. године је поново био ухапшен од стране полиције Бановине Хрватске и са великим бројем ухапшених хрватских комуниста је био одведен у затвор у Лепоглави. Априла 1940. године је пуштен на слободу, након чега је положио задња два испита и постао је доктор медицине, након чега је обављао обавезни медицински стаж.

### Народноослободилачка борба
Након Априлског рата и окупације Југославије, 1941. године деловао је у раду Месног комитета КПХ за Загреб. Био је одређен за одлазак у партизане, заједно са групом комуниста, која је требало да побегне из логора Керестинец. Након неуспелог бекства из логора, у ноћи 13/14. јула 1941. године, Златић је наставио са партијским радом у окупираном Загребу. Половином августа 1941. године био је као лекар упућен на Кордун. Тамо је заједно са шпанским добровољцем Јаковом Крањчевићем Брадом, који је у Шпанији завршио санитетски курс, радио на стварању партизанске санитетске службе. У почетку су прелазили велике раздаљине како би обилазили партизанске рањенике у разним деловима Кордуна. Како би превазишли ове проблеме одлучили су да оснују болницу у коју би смештали рањене и болесне партизане. Њихов предлог прихватила је Прва конференција народних делегата Кордуна и Баније одржана 19. септембра 1941. године на Петровој гори.
За место формирања прве партизанске болнице одређене су Врлетне стране на Петровој гори. Градитељ ове болнице био је Јаков Крањчевић, који се специјализовао у изградњи подземних земуница, у које су скривани рањеници за време офанзива. Златић је тада био именован за шефа санитета Кордуна и Баније, а почетком октобра 1941. године ова партизанска болница је примила прве рањенике. Пошто је непријатељ уништио прве локације болнице на Врлетним странама, Крањчевић је изградио нову болницу на Пишином гају у Петровој гори, од које је настала Централна партизанска болница (за заслуге заслуге у збрињавању и лечењу рањеника и болесника ова болница је 1971. године одликована Орденом народног хероја). У овој болници Златић је у почетку обављао опште медицинске послове и вршио мање хируршке захвате. Упоредо са радом у болници, био је и политички активан. За члана Окружног комитета КПХ за Карловац био је изабран 21. октобра 1941. године. Након тога је радио на организовању Окружне партијске конференције, која је одржана у Великој Кладуши, марта 1942. године. На овој Конференцији је био именован за секретара Окружног комитета, јер је дотадашњи секретар Иван Маринковић Славко био упућен на нову дужност.
Саво Златић је све до новембра 1943. године радио у Централној партизанској болници на Петровој гори и политички деловао на Кордуну. На Трећој окружној конференцији КПХ за Карловац, новембра 1943. године био је кооптиран у Централни комитет КП Хрватске. Након тога је примио дужност секретара Повереништва ЦК КПХ за теритроију Хрватске северно од Саве (ова територија обухватала је Загреб, загребачку област и Славонију). На овој дужности је био све до краја 1944. године, када је враћен на рад у седиште ЦК КПХ. Тада се у руководству КПХ веровало да ће јединице Првог армијског корпуса НОВ и ПОЈ под командом генерал-лајтнанта Пеке Дапчевића ослободити Загреб, па је Саво Златић био упуће у Штаб Пеке Дапчевића. Заједно са групом од десет партизана успешно је успео да се пробије кроз непријатељске редове и дође у партизански штаб.

### Послератни период
После завршетка рата, Саво Златић је био укључен у југословенску делегацију на састанаку министара иностраних послова великих Савезничких земаља на коме су закључавани мировни уговори са европским државама, које су током Другог светског рата биле савезнице Трећег рајха, одржаном од 26. априла до 17. маја 1946. године. Поред Златића, југословенску делегацију су сачињавали — Саво Косановић, Љубо Леонтић и Едвард Кардељ, који је био шеф делегације. На овим састанцима се расправљало о предлозима разграничења између Југославије и Италије у Истри. Због неповољности ове предлоге није Влада ФНРЈ није прихватила. У Политбироу ЦК КП Хрватске био је постављен на чело Комисије ЦК за привреду и именован за министра индустрије у Влади НР Хрватске.
Пошто је КП Југославије у току рата организационо помагала оснивање и рад Комунистичке партије Албаније, она је то наставила и након рата. Посебан разлог за ову помоћ била је идеја стварања Балканске федерације коју би сачињавле ФНР Југославија, НР Бугарска и НР Албанија. Саво Златић је био међу групом представника ЦК КПЈ при ЦК КП Албаније и био је задужен за привредна питања. Посебан проблем у раду КП Алабаније тада је било унутрашње неслагање између — лидера КПА и команданта НОВ Албаније Енвера Хоџе, организационог секретара КПА и Министра унутрашњих послова Кочи Дзодзе и председника комунистичке омладине Нако Спире. Албанија тада налазила у веома тешкој ситуацији и није располагала средствима за здравство, школство и културу, као и за изградњу земље. Југославија је Албанији тада упутила материјалну помоћ, а југословенска делегација у Албанији је имала задатак да контролише рационално трошење те помоћи. Поред Златића, у југословенској делегацији су били Сергеј Крајгер, Киро Глигоров и генерал Милан Купрешанин, који је био војни инструктор у Албанској армији.
Око стварања Блаканске федерације, почетком 1948. године почео је политички сукоб Тита и Стаљина, па је Саво Златић напустио Тирану и вратио су Југославију. Тада је постављен на дужност министра лаке индустрије у Влади ФНРЈ и члана Президијума Народне скупштине ФНРЈ, а био је предлаган и за амбасадора у Москви. Након изношење става да би за комунистички покрет у свету било корисно да југословенско руководство прихвати Стаљинове захтеве, био је смењен са свих дужности и послат у Загреб, где је запослен у Градском архиву. Након извесног времена, 1949. године је био искључен из КПЈ, а због противљења у вези ове одлуке био је ухапшен. Након дуже истраге у загребачкој милицији био је осуђен на две године изолације у затвору на Голом отоку. Истовремено са осудом од стране југословенског руководства да је стаљиниста, Саво Златић је у Резолуцији Информбироа био означен као империјалистички шпијун. Албански лидер Енвер Хоџа је након Резолуције Информбироа написао књигу „Титоисти Југославије” у којој је посебно критиковао Саву Златића.

### Након Голог отока
После изласка из затвора на Голом отоку, 1951. године је дао новинама покајничку изјаву, након чега је био делимично политички рехабилитован. Вратио се медицини и био постављен за саветника Хинка Кризмана, тадашњег министра здравства у Влади НР Хрватске. У Министарству здравља је био постављен за шефа Одељења за медициснку опрему и лекове. Радио је са предузећима и установама за производњу лекова и медицинске опреме у Хрватској. Сарађивао је и са болницама и радио на томе да добије што више средстава за набавку савремен медицинске опреме. Извено време је био одговорни уредник часописа „Лијекови”, које је издавала Савезна управа за лекове.
Поред медицине једна од великих љубави Саве Златића била је шах, којим се бавио још од своје 14 године. Пре почетка револуционарног рада, учествовао је на неколико шаховских турнира у Загребу. Поново се заинтересовао за шах након изласка са Голог отока, а на ово га је навео познати шахиста Ненад Петровић. Убрзо је стекао титулу мајстора решавања, потом мајстора састављача и 1956. године је проглашен за мајстора проблемског шаха Југославије. Учествовао је и на екипним светским првенствима, где је на наступао за Југославију. На Првом светском конгресу шахиста-проблемиста у Пирану 1958. године био је именован за међународног судије Међународне шаховске федерације за проблемски шах. На 42. светском конгресу шахиста-проблемиста у Израелу 1999. године била му је додељена титула почасног мајстора ФИДЕ за шаховску композицију.
Умро је 8. децембра 2007. године у Загребу и сахрањен је на гробљу Мирогој.
Носилац је Партизанске споменице 1941. и других југословенских одликовања.